# Walter Pichler
Walter Georg Pichler (Bad Reichenhall, 23 ottobre 1959) è un ex biatleta tedesco occidentale.

## Carriera
Ha vinto la sua medaglia più importante alle Olimpiadi di Sarajevo 1984.

## Palmarès

### Olimpiadi
- 1 medaglia:
  - 1 bronzo (staffetta a Sarajevo 1984)